# Konstanty Fiszer
Niektóre z zamieszczonych tu informacji od 2021-12 wymagają weryfikacji.
 Po wyeliminowaniu niedoskonałości należy usunąć szablon [[Szablon:Dopracować|]] z tego artykułu.
Konstanty Fiszer herbu Taczała (zm. 5 stycznia 1887 w Warszawie) – polski szlachcic, oficer armii Królestwa Polskiego, uczestnik powstania listopadowego.
Pochodził z Galicji. Syn Józefa, wnuk Jana Pawła, prawnuk Michała Fiszera (Fischera), podpułkownika artylerii koronnej (XVII/XVIII w.).
W 1812 wstąpił do batalionu Strzelców Księstwa Warszawskiego jako prosty żołnierz. 20 kwietnia 1829 dosłużył się stopnia kapitana Pułku Grenadierów Gwardii Królestwa Kongresowego. 24 maja 1830 odznaczony został Znakiem Honorowym za 15 lat nienagannej służby oficerskiej. Brał udział w bitwie pod Grochowem. 13 czerwca 1831 awansowany do stopnia majora, służył w 6 Pułku Piechoty Liniowej. Internowany przez Austriaków, powrócił do Warszawy 31 marca 1832, złożył przysięgę na wierność carowi. 
Od 1855 działał w Warszawskim Towarzystwie Dobroczynności. W 1861 był członkiem Delegacji Miejskiej. W 1863 roku  został przewodniczącym Rady Opiekuńczej, której celem było pomaganie osieroconym w czasie powstania styczniowego rodzinom. 
Konstanty Fiszer był kawalerem orderu św. Heleny, odznaczenia nadawanego żołnierzom walczącym pod sztandarami Napoleona
Był żonaty od kwietnia 1831 z Petronelą Jarmińską, z którą miał trzech synów: Franciszka, Józefa i Konstantego.